# Клеопатра ІІ
Клеопатра ІІ (185 до н. е. —116 до н. е.) — цариця Єгипту у 175 до н. е.–116 до н. е. роках (спочатку з Птолемеєм VI, потім Птолемеєм VIII).

## Життєпис
Походила з династії Птолемеїв. Донька Птолемея V Епіфана, царя Єгипту, та Клеопатри I. Після смерті батька у 180 році була під опікою матері. після смерті останньої у 176 році до н.е. опинилася під опікою регентів на чолі із Ленеєм. У 175 році до н.е. вийшла заміж за свого брата Птолемея VI. 
Після поразки єгипетських військ у 170 році до н.е. сирійська армія на чолі із Антіохом IV Селевкідом захопила Єгипет. Клеопатра разом з молодшим братом Птолемеєм стали символом оборони столиці Александрії. Зрештою сирійці залишили Єгипет. Один брат Клеопатри правив в Александрії, а її брат-чоловік Птолемей VI — у Мемфісі. Завдяки дипломатії Клеопатри II брати уклали мир й стали співволодарями. У 164 році до н.е. її разом з чоловіком була скинута молодшим Птолемеєм. У 163 році до н.е. завдяки Римові вона повернулася до влади в Єгипті. Надалі вона допомагала чоловікові у залагодженню внутрішніх справ у державі.
У 145 році до н.е., після смерті Птолемея VI, Клеопатра II оголосила свого сина — Птолемея VII Неоса царем Єгипту, проте того ж року зазнала поразки: її син загинув, а вона вимушена була вийти заміж за брата Птолемея VIII. Новий конфлікт між подружжям вибухнув після того, як у 142 році до н.е. Птолемей VIII одружився з дочкою Клеопатри II — теж Клеопатрою.
З часом між Клеопатрою II, з одного боку, та Птолемеєм VIII й Клеопатрою III, з іншого, тертя лише посилилися. Усі намагалися розширити свою владу. У 131 році до н.е. Клеопатра II здійснили заколот, внаслідок якого її чоловік та донька вимушені були втекти на Кіпр. Вона самостійно правила Єгиптом до 127 році до н.е., коли її владу було повалено Птолемеєм VIII. після цього Клеопатра втекла до Деметрія II, царя Сирії, що був одружений з її донькою Клеопатрою Теєю. Вона домоглася надати їй допомогу проти Птолемея VIII. Проте армія Деметрія II зазнала поразки від єгипетської армії на чолі зі Александром Забіною. Вслід за цим Клеопатра II вимушена була втікати на північ Сирії. 
Зрештою у 124 році до н.е. вона замирилася зі своїм чоловіком, повернувшись до Єгипту. Після цього було оголошено амністію. Клеопатра разом із чоловіком правила до 116 року до н.е. (смерті Птолемея VIII), сама померла через декілька місяців, у тому ж році.

## Родина
1. Чоловік — Птолемей VI Філометор
Діти:
- Птолемей Евпатор (166—152 до н.е.)
- Клеопатра Теа (164—120 до н.е.)
- Клеопатра
- Птолемей

2. Чоловік — Птолемей VIII
Діти:
- Птолемей Мемфіт (144—130 до н.е.)